# Traînarde bleue
Pour le soldat japonais, consulter Straggler

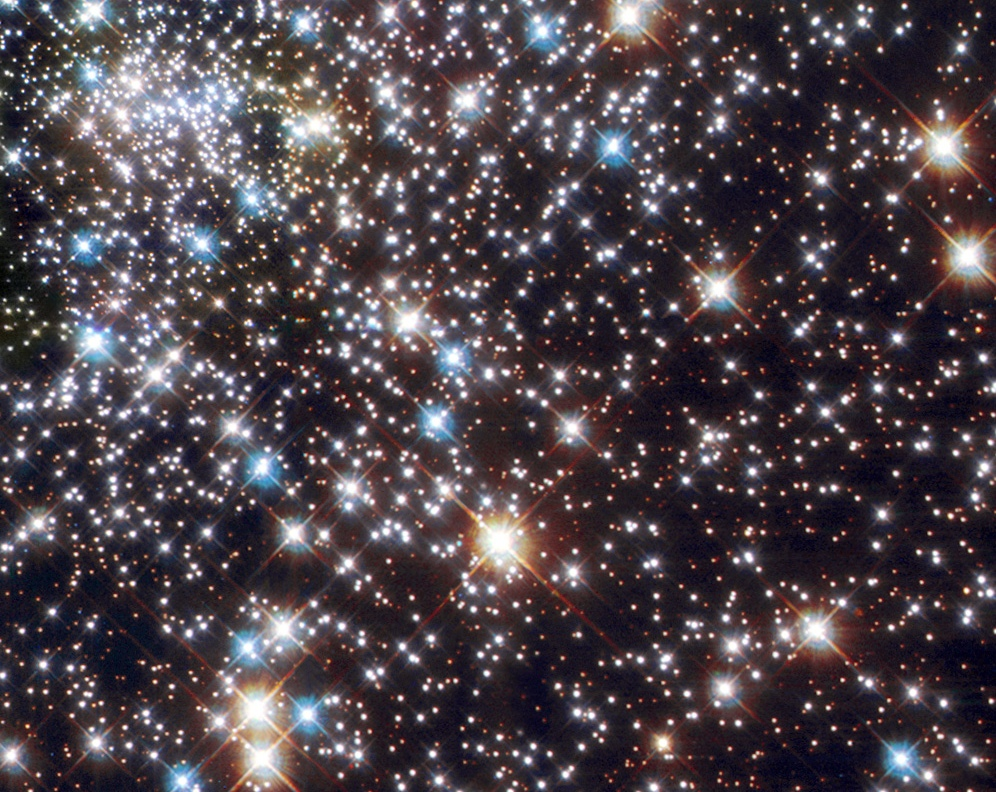
Amas globulaire NGC 6397, éloigné d'environ 6000 années-lumière, vu par le télescope spatial Hubble, montrant un grand nombre de blue stragglers.

En astrophysique, une (étoile) traînarde bleue, est une étoile de la séquence principale, d'un amas ouvert ou globulaire, à la fois plus lumineuse et plus bleue que celles du point où les étoiles de l'amas quittent la séquence principale du diagramme de Hertzsprung-Russell, qui trace la luminosité des étoiles en fonction de leur température effective. Les traînardes bleues ont été découvertes en 1953 par Allan Sandage à la faveur de mesures photométriques dans l'amas globulaire M3, dans la constellation des Chiens de chasse.

## Difficulté théorique
Les théories standard de l'évolution des étoiles considèrent que la position d'une étoile sur le diagramme de Hertzsprung-Russell (diagramme HR) est déterminée avant tout par l'âge et la masse initiale de l'étoile. Dans un amas stellaire, les étoiles se forment à peu près toutes en même temps, de sorte que la position sur le diagramme HR des étoiles d'un amas donné ne devrait dépendre que de leur masse initiale, ce qui correspond à une courbe précise du diagramme HR. Cependant, avec une masse deux à trois fois supérieure à celle des autres étoiles de la séquence principale, les  traînardes bleues semblent faire exception à cette règle. La résolution de cette difficulté est très certainement à rechercher dans les interactions entre étoiles dans les régions denses des amas stellaires où ce type d'étoiles se rencontre.

## Modes de formation
Plusieurs explications ont été avancées pour rendre compte de l'existence des  traînardes bleues. La plus simple est qu'elles se seraient formées plus tard que les autres étoiles de l'amas stellaire, mais les éléments appuyant cette idée sont minces. Une autre explication simple est que ces étoiles seraient étrangères à ces amas stellaires, soit parce qu'elles n'y sont pas physiquement liées, situées dans le champ mais sur un plan différent de celui de ces amas, soit parce qu'elles y ont été capturées de l'extérieur ; ceci semble cependant également peu probable, étant donné que ces étoiles sont observées préférentiellement dans les régions les plus centrales des amas stellaires qui les abritent, rendant au contraire quasi certaine leur intégration physique de longue date à ces systèmes.

### Interactions stellaires

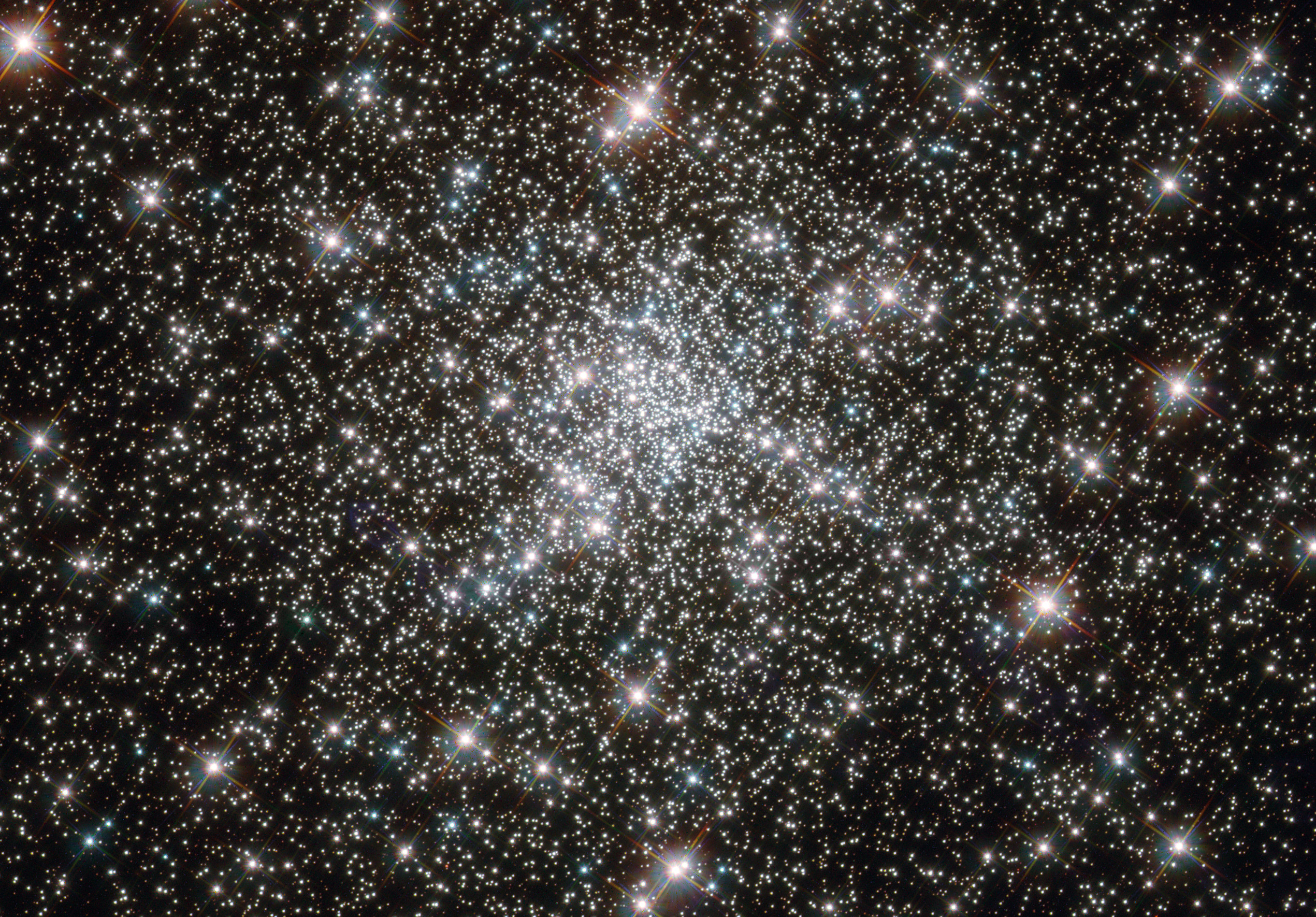
Amas globulaire NGC 6752, contenant un grand nombre de traînardes bleues.

Une autre théorie repose sur le fait que les  traînardes bleues résulteraient de la collision de deux étoiles ou d'astres de masse stellaire. En fait, les deux explications les plus satisfaisantes avancées pour rendre compte de l'existence des traînardes bleues impliquent l'interaction de deux corps appartenant à un amas stellaire.

#### Collisions
L'une de ces explications est que ces étoiles sont ou ont été des étoiles binaires en cours de fusion ou ayant fusionné. La fusion de deux étoiles donnerait naissance à une étoile unique plus massive, éventuellement plus massive que les étoiles quittant la séquence principale du diagramme HR dans l'amas considéré. Ainsi, une étoile de masse équivalente qui se serait formée en même temps que l'amas serait sortie de la séquence principale, mais la fusion de deux corps plus petits générant une nouvelle étoile de cette masse au sein de l'amas continuerait à briller dans la séquence principale, donnant une étoile bleue massive qui semble évoluer plus lentement que les autres. Ce scénario semble confirmé par le fait que les  traînardes bleues semblent être bien plus nombreuses dans les régions les plus denses des amas, là où les collisions et les interactions entre étoiles sont a priori les plus probables. Les simulations numériques sont par ailleurs cohérentes avec le nombre de  traînardes bleues effectivement observé.
Une façon de valider cette hypothèse est d'étudier les pulsations de  traînardes bleues variables. Les propriétés astrosismologiques d'étoiles résultant d'une fusion devraient être sensiblement différentes de celles d'étoiles variables typiques de masse et de luminosité comparables. Cependant, la mesure des pulsations de ce genre d'étoiles est très délicate en raison de l'extrême rareté des traînardes bleues, de l'amplitude photométrique très faible de leurs pulsations et de la grande densité d'étoiles dans le champ où elles se trouvent. Cependant, certaines  traînardes bleues observées sont animées d'un mouvement de rotation très rapide, l'une d'entre elles, observées dans l'amas 47 Tucanae, tournant 75 fois plus vite que le Soleil, ce qui est conforme à ce qu'on attend d'une étoile formée par la collision de deux astres distincts.

#### Transfert de matière
L'autre explication fait intervenir des transferts de matière entre deux étoiles d'un système stellaire multiple. L'étoile la plus massive évolue plus vite et atteint le stade de géante la première, débordant de son lobe de Roche et transférant par conséquent de la matière à son compagnon. Ce processus est assez rapide et rendrait également compte du fait que les  traînardes bleues se rencontrent préférentiellement dans les régions denses des amas stellaires. Certaines  traînardes bleues ont révélé une photosphère appauvrie en carbone et en oxygène, ce qui est en accord avec l'hypothèse d'une accrétion à partir des couches internes d'un compagnon.
D'une manière générale, l'observation corrobore aussi bien l'hypothèse d'une formation par collision que l'hypothèse d'une formation par transfert de matière entre compagnons d'étoiles binaires. Dans l'amas globulaire M3, les deux mécanismes semblent à l'œuvre, les collisions survenant préférentiellement au cœur de l'amas tandis que les transferts de matières auraient lieu préférentiellement à la périphérie de ces amas. La découverte de naines blanches de faible masse autour de deux  traînardes bleues observées par le télescope spatial Kepler suggère que ces deux étoiles ont acquis de la masse par transfert.